# Washington Marcondes-Ferreira
Washington Marcondes-Ferreira (1952) es un biólogo, y botánico brasileño, que desarrolla actividades académicas en la Universidad Estatal de Campinas en su Herbario.

## Algunas publicaciones
- washington marcondes-Ferreira. 2008. Tree mortality in a riparian forest at Rio Paraguai, Pantanal, Brazil, after an extreme flooding. Acta Botânica Brasílica 18:839-846
- 2001. Floração, frutificação e síndromes de dispersão de uma comunidade de floresta de brejo na região de Campinas (SP). Acta Botanica Brasilica 15: 349-368
- 1983. Efeito de luz e temperatura na germinação de esporos de Cyathea delgadii Sternb. Revista brasileira de botânica 6-7